# Sing Along Songs for the Damned & Delirious
Sing Along Songs for the Damned & Delirious è il secondo album del gruppo musicale svedese di genere avantgarde metal Diablo Swing Orchestra, pubblicato il 21 settembre 2009.

## Tracce
|     | Titolo                        | Lunghezza |
| --- | ----------------------------- | --------- |
| 1.  | "A Tap Dancer's Dilemma"      | 5:12      |
| 2.  | "A Rancid Romance"            | 4:27      |
| 3.  | "Lucy Fears the Morning Star" | 6:34      |
| 4.  | "Bedlam Sticks"               | 3:29      |
| 5.  | "New World Widows"            | 5:56      |
| 6.  | "Siberian Love Affairs"       | 0:58      |
| 7.  | "Vodka Inferno"               | 4:08      |
| 8.  | "Memoirs of a Roadkill"       | 3:30      |
| 9.  | "Ricerca dell'Anima"          | 5:34      |
| 10. | "Stratosphere Serenade"       | 8:25      |

### Formazione
- Daniel Håkansson – voce, chitarra
- Annlouice Wolgers – voce
- Pontus Mantefors – voce, chitarra,  sintetizzatore
- Andy Johansson – basso
- Johannes Bergion – violoncello
- Andreas Halvardsson – batteria